# 하카타 미인
하카타 미인(일본어: 博多美人 하카타비진[*])은 일본 후쿠오카현 후쿠오카시와 그 주변 지역의 미녀를 가리키는 말이다. 후쿠오카에 미녀가 많다고 여겨지는 이유는 남녀비율상 일본내 다른 지역에 비해 여성비율이 높아서 후쿠오카 여성이 미용에 대한 높은 관심이 있다고 알려져 있기 때문이라고 분석하고 있다.

## 같이 보기
- 일본 3대 미인(일본어판)
  - 아키타 미인
  - 교토 미인(일본어판)